# Bob DiPiero
Bob DiPiero (Youngstown, 3 marzo 1951) è un cantautore statunitense.
È molto attivo come autore, avendo scritto brani per Tim McGraw, The Oak Ridge Boys, Reba McEntire, Vince Gill, Faith Hill, Shenandoah, Neal McCoy, Highway 101, Restless Heart, Ricochet, John Anderson, Montgomery Gentry, Brooks & Dunn, George Strait, Pam Tillis, Martina McBride, Trace Adkins, Travis Tritt, Bryan White, Billy Currington, Etta James, Delbert McClinton, Van Zant, Tanya Tucker, Patty Loveless e altri.